# العلاقات الآيسلندية الأمريكية
العلاقات الآيسلندية الأمريكية هي العلاقات الثنائية التي تجمع بين آيسلندا والولايات المتحدة.

## مقارنة بين البلدين
هذه مقارنة عامة ومرجعية للدولتين:
| وجه المقارنة                                              | آيسلندا          | الولايات المتحدة                                                                                                  |
| --------------------------------------------------------- | ---------------- | --- |
| المساحة (كم2)                                             | 103.00 ألف       | 9.83 مليون |
| عدد السكان (نسمة)                                         | 317.35 ألف       | 311.58 مليون |
| الكثافة السكانية (ن./كم²)                                 | 3.08             | 31.7 |
| العاصمة                                                   | ريكيافيك         | واشنطن العاصمة |
| اللغة الرسمية                                             | اللغة الآيسلندية | لغة إنجليزية |
| العملة                                                    | كرونة آيسلندية   | دولار أمريكي |
| الناتج المحلي الإجمالي (بليون دولار)                      | 23.91 مليار      | 19.39 تريليون |
| الناتج المحلي الإجمالي (تعادل القوة الشرائية) بليون دولار | 15.79 مليار      | 18.04 تريليون |
| الناتج المحلي الإجمالي الاسمي للفرد دولار أمريكي          | 50.17 ألف        | 56.12 ألف |
| الناتج المحلي الإجمالي للفرد دولار أمريكي                 | 46.55 ألف        | 54.63 ألف |
| مؤشر التنمية البشرية                                      | 0.899            | 0.920 |
| رمز المكالمات الدولي                                      | +354             | +1 |
| رمز الإنترنت                                              | .is              | .us، حكومة، .mil، Edu.                                                                                            |
| المنطقة الزمنية                                           | 00، أوروبا/لندن ‏ | توقيت ساموا الأمريكية، توقيت أطلنطي موحد، منطقة زمنية وسطى، توقيت ألاسكا ‏، المنطقة الزمنية الجبلية، توقيت تشامرو ‏ |

## مدن متوأمة
في ما يلي قائمة باتفاقيات التوأمة بين مدن آيسلندية وأمريكية:
- ترتبط كوبافوغور مع نامبا باتفاقية توأمة.
- ترتبط ريكيافيك مع سياتل باتفاقية توأمة.
- ترتبط رايكيانسبير مع أورلاندو باتفاقية توأمة.[19]

## منظمات دولية مشتركة
يشترك البلدان في عضوية مجموعة من المنظمات الدولية، منها:
| علم المنظمة | اسم المنظمة                               | تاريخ انضمام آيسلندا | تاريخ انضمام الولايات المتحدة |
| ----------- | ----------------------------------------- | -------------------- | ----------------------------- |
|             | وكالة ضمان الاستثمار متعدد الأطراف        | 25 سبتمبر 1998       | 12 أبريل 1988                 |
|             | الاتحاد الدولي للاتصالات                  | 1 أكتوبر 1906        | 1 يوليو 1908                  |
|             | يونسكو                                    | 8 يونيو 1964         | 4 نوفمبر 1946                 |
|             | الأمم المتحدة                             | 19 نوفمبر 1946       | 24 أكتوبر 1945                |
|             | مؤسسة التمويل الدولية                     | 20 يوليو 1956        | 20 يوليو 1956                 |
|             | منظمة الشرطة الجنائية الدولية             | ?                    | ?                             |
|             | الاتحاد البريدي العالمي                   | ?                    | ?                             |
|             | منظمة حظر الأسلحة الكيميائية              | ?                    | ?                             |
|             | اتفاقية السماوات المفتوحة                 | ?                    | ?                             |
|             | منظمة التجارة العالمية                    | ?                    | ?                             |
|             | منظمة الأمن والتعاون في أوروبا            | 25 يونيو 1973        | 25 يونيو 1973                 |
|             | المجلس القطبي                             | ?                    | ?                             |
|             | نظام تحكم تكنولوجيا القذائف               | 1993                 | 1987                          |
|             | مجموعة الموردين النوويين                  | ?                    | ?                             |
|             | منظمة التعاون الاقتصادي والتنمية          | ?                    | ?                             |
|             | المركز الدولي لتسوية المنازعات الاستشارية | 14 أكتوبر 1966       | 14 أكتوبر 1966                |
|             | البنك الدولي للإنشاء والتعمير             | 27 ديسمبر 1945       | 27 ديسمبر 1945                |
|             | مؤسسة التنمية الدولية                     | 19 مايو 1961         | 24 سبتمبر 1960                |
|             | حلف شمال الأطلسي                          | 4 أبريل 1949         | 4 أبريل 1949                  |
|             | المنظمة الهيدروغرافية الدولية             | ?                    | ?                             |
|             | مجموعة أستراليا                           | 1993                 | 1985                          |
|             | الفريق المعني برصد الأرض                  | ?                    | ?                             |

## أعلام
هذه قائمة لبعض الشخصيات التي تربطها علاقات بالبلدين:
- جير هلمار هآرده (8 أبريل 1951 – )
- هانس جورج أندرسن (دبلوماسي آيسلندي، 12 مايو 1919 – 25 أبريل 1994)

## وصلات خارجية
- موقع وزارة الخارجية الآيسلندية
- موقع وزارة الخارجية الأمريكية